# Коноваловский увал
Коноваловский увал — хребет на Среднем Урале, вытянутый в меридианном направлении с севера на юг от реки Чусовой до верховьев Бардыма, длиной до 70 километров. Вдоль восточного склона течёт река Ревда.

## Географическое положение
Горный хребет Коноваловский увал, расположенный в муниципальном образовании «городской округ Ревда» и по границе с муниципальным образованием «Нижнесергинский район», вытянут с севера на юг, затем на юг-юго-восток по левому берегу реки Ревда (левый приток реки Чусовая) в среднем и верхнем течении. Длина хребта составляет 36 километра, высота — 500–700 метра, высшая точка – гора Шунут - 726,2 метра, а гора Старик-Камень, в 648,1 метра, находится в 5 километрах на юг-юго-восток. Хребет почти полностью покрыт лесом. На вершине горы Шунут находятся скалы-останцы высотой более 20 метра, другие скалы-останцы расположены на гребне южной горы Шунут. В 8 километрах к западу от северного конца находится посёлок Верхние Серги, в 5 километрах к востоку расположены посёлки Мариинск и Краснояр, к югу — местность ненаселенная.

## История
По мнению краеведа Ю.А. Дунаева название Коноваловский увал связано с наименованием деревни Коновалово, расположенной на продолжении линии этого хребта. Можно считать его продолжением цепь гор севернее реки Чусовой: Коновалову, Липовую и Крутые горы. Тогда протяжённость увала будет превышать 100 км. Коноваловский увал разделяет бассейны левых притоков реки Чусовой и речек Битимки и Черемшанки.

## Вершины хребта
Вершины хребта выше 550 м (с севера на юг):
- гора Белая (562,5 м);
- гора Гладкая (573,2 м);
- гора (551,2 м);
- гора Липовая (615,2 м);
- вершина (610,7 м);
- вершина (702,5 м);
- гора Шунут-камень (726,2 м);
- вершина (651,6 м);
- вершина (571,3 м);
- гора (608,5 м);
- гора Старик-камень (648,1 м);
- гора Никуличева (600,8 м);
- вершина (570,7 м);
- гора Дароватский камень (575,3 м).

## Источник
- Топографическая карта O-40-120 Первоуральск, масштаб 1 : 100 000, состояние местности на 1984 г., издание 1985 г.
- Топографическая карта O-40-132 Верхние Серги, масштаб 1 : 100 000, издание 1976 г.